# Parc national de Katon-Karagay
Le Parc naturel national du Katon-Karagay (kazakh : Катонқараға́й мемлекетті́к ұлтты́қ табиғи́ паркі́Катонқараға́й мемлекетті́к ұлтты́қ табиғи́ паркі́) est un parc national du district de Katonkaragaï du Kazakhstan-Oriental situé dans l'ensemble physico-géographique de l'Altaï Central et de l'Altaï Méridional. Le territoire du parc national a été intégré dans l'écorégion Altaï-Sayan du Kazakhstan. Le parc a été organisé par la résolution N°970 du 17 juillet 2001 du gouvernement du Kazakhstan. C'est le plus grand parc national du Kazakhstan.
En 2014, le parc a été inscrit sur la Liste du patrimoine mondial de l'UNESCO. 

## Géographie
Le parc est situé dans les montagnes de l'Altaï. Une partie du parc est sur les pentes du mont Béloukha, le plus haut sommet de l'Altaï (4 506 m).

## Faune et flore
Le parc présente une flore et une faune très riche et variée, dont beaucoup d'espèces ont été inscrites au Livre rouge du Kazakhstan. Les données préliminaires estiment que plus de 1000 espèces de plantes vernaculaires poussent sur le territoire du parc. Parmi elles, 30 espèces ont été inscrites au Livre rouge, dont la rhodiola rosea, le rhaponticum carthamoides, la rhubarbe de l'Altaï, le macropodium nivale, la sibiraea altaiensis, et l'iris ludwigii (en).
Les forêts, qui sont le principal atout du parc, sont principalement composées de conifères et occupent 34 % du parc. On trouve en particulier des épicéas, des pins de Sibérie, des mélèzes et des sapins, des bouleaux et des trembles, différentes sortes d'arbrisseaux et de buissons.
La faune du parc présente 363 sortes de vertébrés : 6 espèces de poissons, 2 espèces d'amphibiens, 6 espèces de reptiles, 284 espèces d'oiseaux et 65 espèces de mammifères. Parmi elles, les espèces suivantes ont été inscrites au Livre rouge : le hucho taimen, la tétraogalle de l'Altaï, la cigogne noire, la grue cendrée et la grue demoiselle, l'aigle impérial, le balbuzard pêcheur, le faucon sacré, le faucon pèlerin, la macreuse à bec de faucon, l'once, et la fouine.

## Organisation

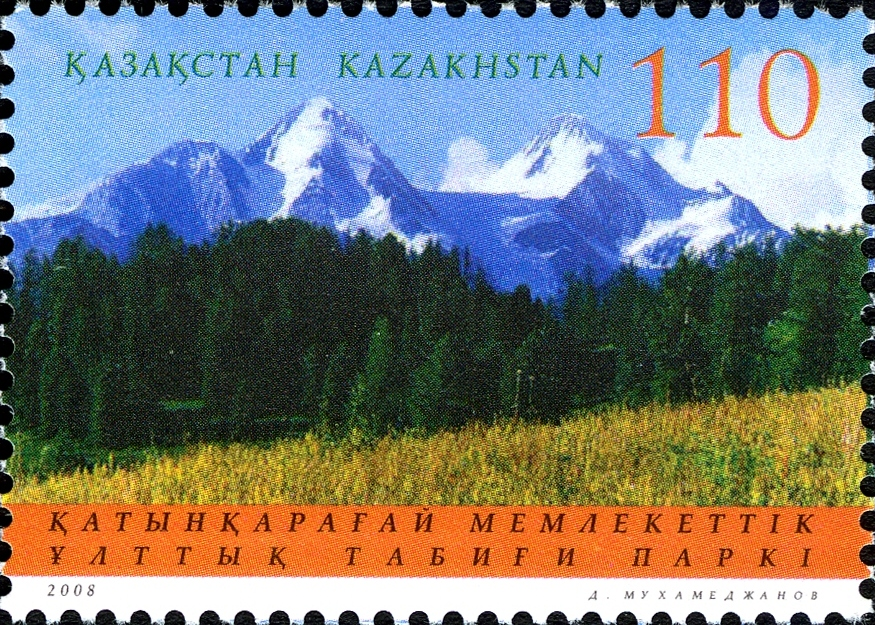
Vue sur le Mont Beloukha depuis le Sud, depuis le parc naturel de Katon-Karagay

Le territoire du parc est divisé en différentes zones et sous-zones selon le régime de protection, comme suit :
- Zone protégée : 1 512,4  km² (23,5 %);
- Zone à régime adapté : 4 922,4  km² (76,5 %);
  - Sous-zones :
    - Zone de loisir ;
    - Zone à activité économique limitée ;
    - Zone à activité économique et administrative ;
    - Zone équipées pour les touristes et les visiteurs.

Les deux dernières sous-zones se trouvent sur le territoire de points de peuplement, qui ne se trouvent pas dans le territoire du parc. Le territoire est divisé au total en 30 sites pour la protection et la restauration des systèmes naturels.
Le parc emploie 420 personnes.

## Liens
- (ru) Résolution gouvernementale de la République du Kazakhstan «De la liste entérinée des territoires spécialement protégés d'importance nationale»